# Encantado, o Brasil em Desencanto
Encantado, o Brasil em Desencanto é um filme documentário produzido na França que retrata o contexto político e social do Brasil desde a eleição de Lula em 2002 até a eleição de 2018 que levou Bolsonaro à Presidência. Co-produzido pelo canal francês Public Sénat e por LaClairière Ouest, foi dirigido pelo realizador brasileiro Filipe Galvon.  O filme, na sua versão longa-metragem definitiva, foi lançado na competição oficial do Festival Internacional de Brasília 2020, vencendo o prêmio de Melhor Filme do Júri Popular. Em seguida, teve seu lançamento na plataforma Amazon Prime Video em todo o Brasil e América Latina. Na França, o filme foi incialmente lançado em uma versão de 56 minutos no canal Public Sénat no dia 29 de setembro de 2018, na reta final da campanha eleitoral presidencial brasileira. Adiado pela crise do covid-19, o lançamento da versão longa-metragem do filme na França é previsto para 2021.

## Sinopse
Partindo da observação do seu bairro de origem (bairro que dá nome ao filme, Encantado, situado na zona norte do Rio de Janeiro), transfigurado para as Olimpíadas de 2016 e em seguida marcado pelo abandono, o realizador remonta a história recente do Brasil, que seria marcada sucessivamente por um período de encantamento (ironicamente aludindo ao nome do bairro) e por um desencanto profundo.
O filme parte do início dos anos 2000, quando os governos de Lula e Dilma Rousseff permitiram significativos progressos sociais e econômicos no país, passando em seguida ao progressivo declínio destes avanços, marcados pelo surgimento os Protestos de Junho de 2013 e pelo Impeachment de Dilma Rousseff em 2016.
Em paralelo à narração do realizador, o filme é entrecortado por entrevistas dos habitantes do bairro do Encantado, que apresentam seu desencanto com a democracia e com a política, além dos testemunhos das jovens gerações formadas nas últimas décadas que observam os novos rumos tomados por seu país.

## Ficha técnica
- Título: Encantado, o Brasil em Desencanto
- Realização: Filipe Galvon
- Roteiro: Filipe Galvon e Sidonie Garnier
- Música: Filipe Galvon e Bianca Zampier
- Fotografia: Rodrigo Torres, Filipe Galvon e John CM
- Edição: Dominique Pâris
- Produção: Claire Beffa, Jeanne Thibord e Sidonie Garnier
- Estúdios de Produção: LaClairière Ouest com Public Sénat e Vosges Télévisions com o apoio do CNC e Procirep / Angoa
- País de origem: França
- Formato: HDV 16/9
- Gênero: Documentário
- Duração: 56 minutos (versão francesa para televisão) e 83 minutos (versão brasileira para cinema)
- Anos de filmagem: De 2013 a 2018
- Primeira transmissão: 29 de setembro de 2018 (versão francesa para televisão) e 23 de abril de 2020 (versão brasileira para cinema)

## Personagens principais entrevistados
Além de depoimentos de brasileiros anônimos, o filme também dá voz a várias personalidades políticas e intelectuais brasileiras e francesas, como as entrevistas de:
- Alain Badiou
- Guilherme Boulos
- Gregorio Duvivier
- Jandira Feghali
- Ciro Gomes
- Fernando Haddad
- Dilma Rousseff
- Vladimir Safatle
- Marcia Tiburi
- Jean Wyllys

## Contexto da produção e divulgação
A transmissão do filme no canal Public Sénat fez parte da cobertura da mídia francesa da campanha presidencial brasileira de 2018.
As filmagens do filme terminaram em abril de 2018, período marcado por dois eventos decisivos: o assassinato da vereadora Marielle Franco e a prisão de Lula . Esses dois elementos foram adicionados ao filme pouco antes da pós-produção devido à sua importância histórica.
Como as fimagens não cobriram diretamente o período eleitoral de 2018, o filme não trata especificamente da trajetória do candidato Jair Bolsonaro, que se tornaria presidente do Brasil em 2018. No entanto, podemos encontrar várias alusões a esse personagem no documentário: ouvimos, em particular, o testemunho de Adelino Roza, morador de Encantado, que está prestes a dar seu voto ao futuro presidente e vemos novamente um extrato do discurso de Jair Bolsonaro no parlamento durante a demissão de Dilma Rousseff durante o qual ele justifica seu voto referindo-se ao coronel Ustra, reconhecido como torturador durante a ditadura militar no Brasil.

## Recepção do filme
Durante o lançamento do filme no canal  Public Sénat, o filme tem uma recepção sobretudo positiva na França e no Brasil. Em crítica para a revista francesa  Télérama, Raoul Mbog descreve o documentário nestas palavras: “Com uma narrativa poética e com um ponto de vista assumido, o filme é recheado de imagens poderosas (...). É a crônica  de um Brasil dividido, mas cuja juventude parece determinada a inventar um novo país”.
No site brasileiro Carta Maior, o escritor e jornalista Carlos Alberto Mattos escreve: “O filme faz um resumo preciso, com reflexões e imagens altamente sintéticas, dos acontecimentos que levaram ao golpe contra Dilma, ao uso político da Lava Jato, à ascensão da direita evangélica e do bolsonarismo, à prisão de Lula e à morte de Marielle Franco. Poucas vezes as linhas de motivação e sequenciamento desses fatos foi tão bem exposta num documentário. Encantado nos esclarece e emociona com a história de um país que, aparentemente, deixou passar sua grande chance de ser feliz".
No site brasileiro de cinema Papo de Cinema, o crítico Marcelo Müller destaca o "dispositivo visualmente impactante e singelo, principalmente por sua significação poética" do filme.
No jornal argentino Ámbito, o filme é descrito como “o primeiro olhar crítico sobre o PT diante de seu fracasso contra o Bolsonaro”.
Por ocasião de sua estreia na Suíça em 29 de novembro de 2020, no encerramento do Festival Pantalla Latina, o jornalista Geri Krebs descreve o filme no diário Tagblatt como “uma análise diferenciada e fascinante da situação social e política no Brasil”.
Posteriormente, o diretor participou de várias entrevistas na mídia francesa e brasileira sobre a situação política no Brasil após a eleição de Jair Bolsonaro.

## Projeções e distinções

### Prêmios e Seleções
- Prêmio do Juri Popular do 7° Brasília International Film Festival[13]
- Filme de encerramento do Festival Pantalla Latina - Suíça[14]
- Filme de abertura do Fifak 2019 - Tunísia[15]
- Festival de Biarritz Amérique Latine[16]
- Festival Cinélatino Rencontres de Toulouse[17]
- Festival Rencontres du Cinéma Sud-Américain de Marseille[18]
- Festival Pico y Pala[19]
- Festival Les Mutineries[20]
- Festival Cinéma sous les Étoiles - Canadá[21]
- Festival Sète Amérique Latine[22]
- Festival Primavera Latina[23]

### Outrasprojeções
O filme foi projetado no dia 17 de setembro de 2019 no Anfiteatro da universidade francesa Sorbonne em evento com conferência da ex-presidente Dilma Rousseff.